# Coggiola Carrozziere
Coggiola Carrozziere Srl (kurz: Coggiola) ist ein italienischer Hersteller von Automobilkarosserien. Das Unternehmen gilt als einer der Marktführer bei der Herstellung von Prototypen und Ausstellungsstücken.

## Unternehmensgeschichte
Coggiola ist in der piemontesischen Gemeinde Beinasco bei Turin ansässig. Das Unternehmen wurde 1966 von Sergio Coggiola (1928–1989) gegründet, einem Designer, der zuvor 15 Jahre lang für die Carrozzeria Ghia gearbeitet hatte.
1969 begann Coggiola eine Zusammenarbeit mit dem schwedischen Automobilhersteller Saab. Saabs erster Auftrag betraf den Sportwagen Sonett, dessen 1964 entstandenes Design Coggiola zum Sonett III weiterentwickelte. Der Sonett III wurde von 1970 bis 1974 in etwa 8.300 Exemplaren gefertigt. Er ist der einzige Coggiola-Entwurf, der in die Serienfertigung einging. 1978 entwarf Coggiola ein Kombicoupé auf der Basis des Saab 96, das lediglich als einzelner Prototyp gefertigt wurde. Zeitgleich arbeitete Coggiola auch für Saabs Konkurrenten Volvo. Coggiola fertigte 1971 ein Fließheckcoupé auf der Basis des Volvo P1800. Einige Jahre später entstand der erste Prototyp des von Jan Wilsgaard entworfenen Volvo 262 C, der noch technisch auf einem Volvo 164 basierte und auch dessen Frontpartie hatte. Die Serienfertigung des 262C übernahm schließlich Bertone.
Seit den 1980er-Jahren arbeitet Coggiola ohne Bindung zu einem bestimmten Automobilhersteller. Zumeist setzt das Unternehmen Fremdentwürfe um, wie beispielsweise Trevor Fiores Design des Konzeptfahrzeugs Citroën Karin, der Lamborghini Portofino oder die Prototypen des Renault Megane. Bei Coggiola entstehen auch Individualfahrzeuge, die von Kunden als Einzelstücke in Auftrag gegeben werden. Beispiele hierfür sind die Bentley B2 und B3 genannten Coupés und Cabriolets, die Pininfarina für den Sultan von Brunei entworfen hatte. Coggiola fertigte von 1994 bis 1996 insgesamt 17 Exemplare dieses Sondermodells. Einzelne Modelle wurden aber auch bei Coggiola selbst entworfen; hierzu gehören der asymmetrisch gestaltete Coggiola Janus, die Pick-up-Studie Surf auf der Basis des Fiat Punto und der 2000 entstandene Coggiola T-Rex, ein großer Gelände-Kombi auf einem Hummer-Chassis.
Im Jahr 2022 übernahm der E-Taxi-Hersteller Etioca aus Gibraltar das Unternehmen.

## Galerie

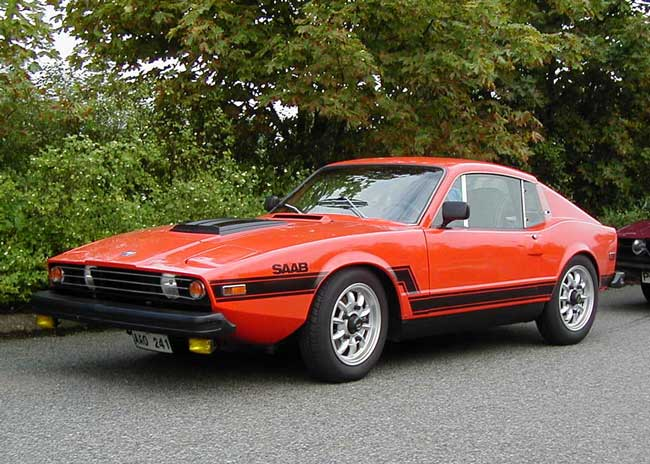
Saab Sonett III
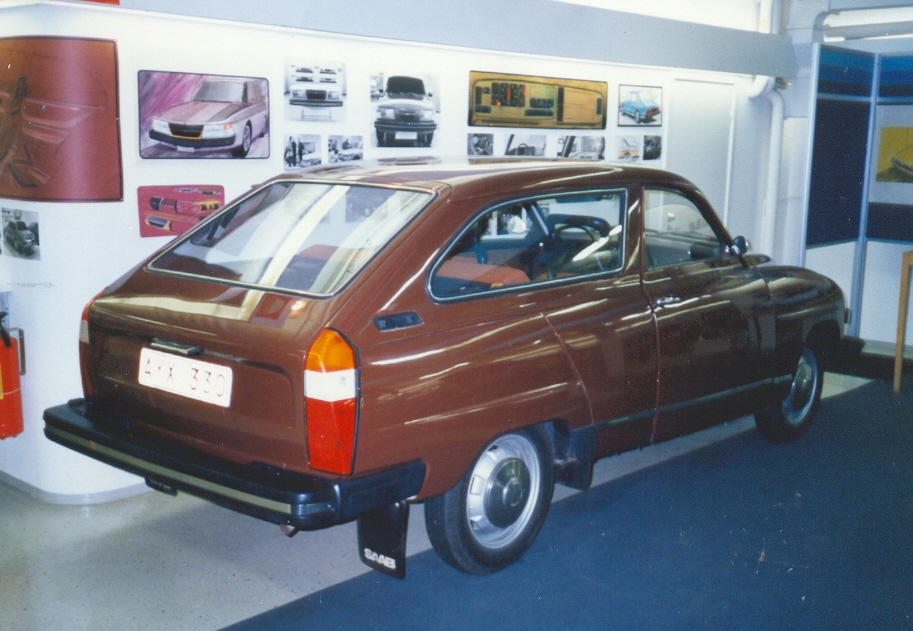
Saab 98
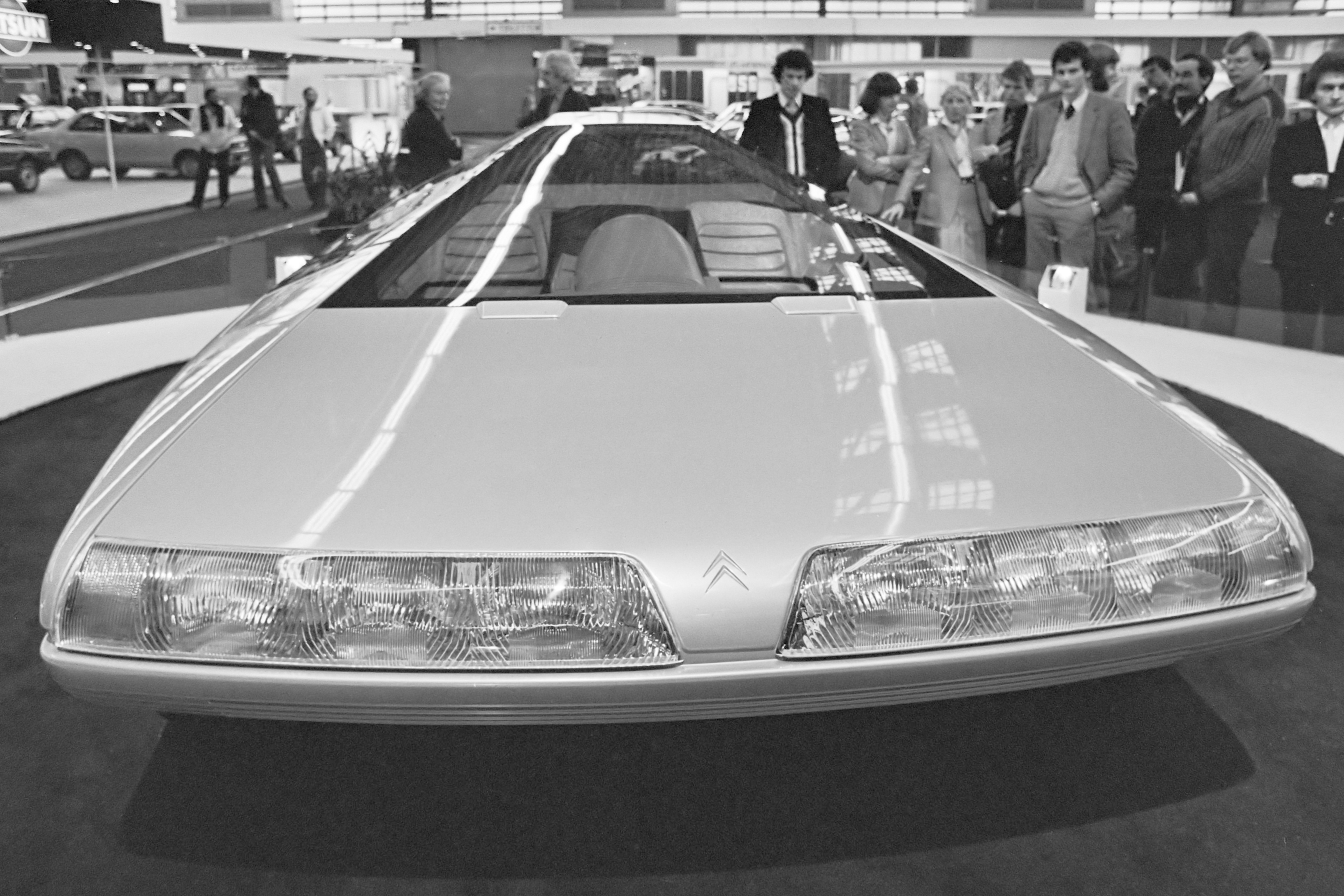
Citroën Karin
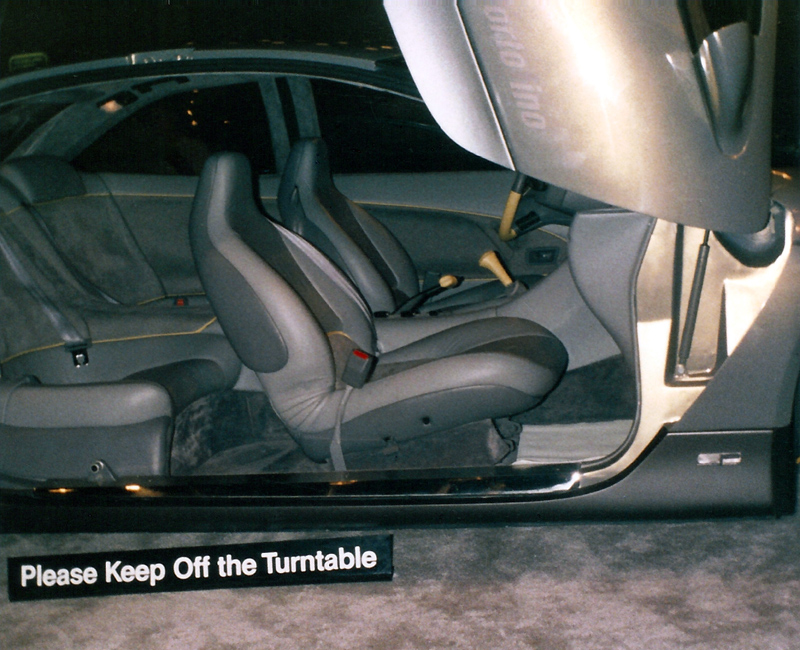
Lamborghini Portofino